# Villa Ocampo (byggnad)

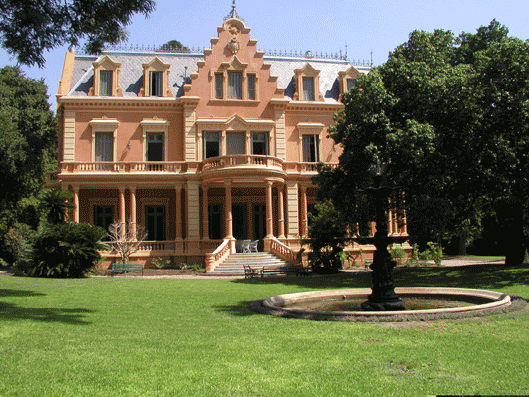
Villa Ocampo

Villa Ocampo är en byggnad i San Isidro i provinsen Buenos Aires i Argentina, som var Victoria Ocampos hem.
Villa Ocampo byggdes 1891 av Manuel Ocampo som sommarhus för familjen Ocampo. Det har en eklektisk arkitektur med influenser från Storbritannien och Frankrike och ligger i en 11.000 kvadratmeter stor park. Den inhyser en samling av 12.000 böcker, fotografier, brev och personliga dokument som tillhört Victoria Ocampo.
Huset blev Victoria Ocampos permanenta bostad 1940 och är berömt för den långa rad av inbjudna utländska kulturpersoner som gästade det, bland andra Rabindranath Tagore, Igor Stravinskij, Le Corbusier, Albert Camus, Graham Greene, Federico García Lorca, André Malraux, José Ortega y Gasset, Antoine de Saint-Exupéry och Saint-John Perse. Villa Ocampo var också en återkommande mötesplats för argentinska författare som Jorge Luis Borges och Adolfo Bioy Casares.
Villa Ocampo var inspirationskälla för Blåa huset i Alain Robbe-Grillets roman La Maison de rendez-vous från 1965.
Victoria Ocampo testamenterade, efter förslag av hennes vän André Malraux, fastigheten samt sina tillhörigheter till UNESCO med motivet att huset lämpade sig för att förbli ett kulturellt centrum. Många år efter hennes död 1979 påbörjades 2003 ett projekt för att restaurera huset och trädgården för att skapa ett kulturcentrum och för att öppna villan för allmänheten. Projektet finansierades enligt ett avtal mellan UNESCO, Argentinas regering några argentinska stiftelser med anknytning till Victoria Ocampo.
Villa Ocampo öppnades för besökare 2010.